# إلمر شوارتز
إلمر شوارتز (بالإنجليزية: Elmer Schwartz)‏ هو لاعب كرة قدم أمريكية أمريكي، ولد في 29 يوليو 1906، وتوفي في 21 مارس 1949 في مقاطعة بوت في الولايات المتحدة.